# Campylocentrum multiflorum
Campylocentrum multiflorum é uma espécie de orquídea, família Orchidaceae, que habita ao oeste da Costa Rica e do Panamá. É uma pequena planta epífita, monopodial, com caule e folhas rudimentares, e inflorescência racemosa com flores minúsculas, de cor ocre pálido, de sépalas e pétalas livres, e nectário na parte de trás do labelo. Pertence ao grupo de espécies que não tem folhas nem caules aparentes. Distingue-se do Campylocentrum fasciola pelo nectário de base larga e ápice estreito sem lamelas longitudinais e pelo labelo mais agudo. É ainda mais parecido com o Campylocentrum tyrridion, é possivel que sejam sinônimos.